# Daniel Lundholm
Daniel Lundholm, född 12 augusti 1981 i Luleå, är en svensk före detta professionell ishockeyspelare (vänsterforward).
Han spelade totalt 24 matcher (grundserie + slutspel) för Luleå HF 1998-2001, men lyckades dessvärre inte göra något poäng.